# Scleromochlus
A Scleromochlus a kis termetű ornithodirák egy kihalt neme, amely a késő triász időszakban élt. Könnyű felépítésű, gyorsan futó állat volt. Az Ornithordira kládon belüli filogenetikai helyzete viták tárgyát képezi; a különböző elemzések alapján a bazális ornithodirák közé tartozik, illetve a Pterosauria testvértaxonja.
A Scleromochlus egy monotipikus nem (egyetlen faj tartozik hozzá), típusfaja az S. taylori.
A Scleromochlus taylori testhossza 186 milliméter, lábai hosszúak; feltehetően egyaránt képes volt négy és két lábon való járásra is.
Fosszíliáit a skóciai Lossiemouth karni korszakhoz tartozó rétegében találták meg. A holotípusa (mely a BMNH R3556 azonosítót kapta) egy részleges csontváz homokkőben megmaradt lenyomata; a koponyája (melynek hossza feltehetően a test 1/5-öd része, 34,4 milliméter lehetett) és a farka nem őrződött meg.

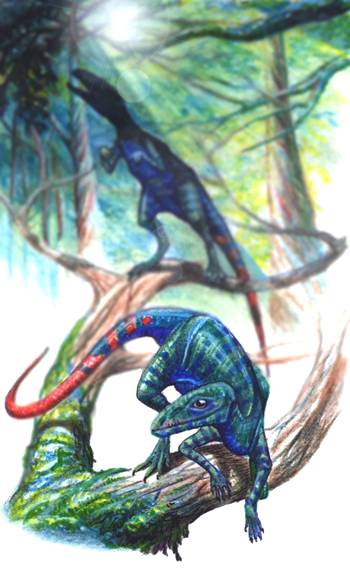
Két Scleromochlus

## Fordítás
- Ez a szócikk részben vagy egészben  a   Scleromochlus című angol Wikipédia-szócikk ezen változatának fordításán alapul.  Az eredeti cikk szerkesztőit annak laptörténete sorolja fel. Ez a jelzés csupán a megfogalmazás eredetét és a szerzői jogokat jelzi, nem szolgál a cikkben szereplő információk forrásmegjelöléseként.